# 五奉行 (毛利氏)
五奉行（ごぶぎょう）は、安芸国の戦国大名毛利氏の行政制度の一つである。

## 沿革
天文19年（1550年）、家中の混乱を一掃した毛利元就は、嫡男の毛利隆元の下に、安芸国全体を統括する新たな行政制度を作り、上意下達型の組織を設けた。これが毛利氏の五奉行制度の始まりである。

## 制度内容
初代の奉行人には毛利隆元の側近であった、赤川元保・粟屋元親・国司元相の3人が選ばれた。それに加えて、毛利氏の実権を握っていた毛利元就との意向を伝達するための連絡役と、その意向を五奉行制度に反映させるべく、元就の側近であった桂元忠・児玉就忠が選ばれた。奉行筆頭には赤川元保が任じられた。

## 組織
筆頭家老以下、5人の奉行人によって運営された。毛利隆元の死後、元就の子である吉川元春、小早川隆景、重臣である福原貞俊、口羽通良が参画し、実質的な五奉行制度は終わりを迎えた。
その後、豊臣政権の下で吉川・小早川両家の自主性が強まる一方で、輝元が権力の強化に着手すると、四家による合議制も終わりを迎え、天正末期には穂井田元清・福原広俊・渡辺長・安国寺恵瓊からなる「年寄」と内藤元栄・佐世元嘉・二宮就辰・林就長からなる「奉行」が輝元を補佐する体制が採られていたことが知られている。

### 奉行人
- 赤川元保（1550年 - 1563年、自害）
- 粟屋元親（1550年 - 1561年、死去）
- 国司元相（1550年 - 1567年、引退）
- 桂元忠（1550年 - 1570年、引退）
- 児玉就忠（1550年 - 1562年、死去）

- 粟屋元信（1561年 - ）
- 国司元武（1567年 - ）
- 桂就宣（1570年 - ）
- 児玉元良（1562年 - ）